# Rose Mukantabana
Rose Mukantabana née le 31 août 1961 est une femme politique rwandaise, présidente de la Chambre des députés de 2008 à 2013, et militante féministe et des droits humains.

## Biographie
Née le 31 août 1961, elle obtient une maîtrise en droit à l'université nationale du Rwanda et un diplôme en droit des droits de l'homme de l'Université de Saint-Louis en Belgique.
Docteur en droit, avocate, elle travaille notamment pour la Société Rwandaise d'Assurances et le Ministère des Services Publics. Par ailleurs, c'est une militante des droits des femmes, et, de façon plus générale, pour les droits humains au Rwanda, et le renforcement de la législation dans ce domaine. Elle a été vice-présidente de Profemmes, une organisation regroupant 43 organisations non gouvernementales intervenant pour la paix, le développement et la promotion des droits des femmes, puis secrétaire exécutive nationale de HAGURUKA, une association pour la défense des droits des femmes.
Bien que n'appartenant à aucun parti politique, elle est élue député en 2008, à 47 ans.
Le 6 octobre 2008, elle est la première femme élue au poste de présidente de la Chambre des députés au Rwanda, et plus globalement en Afrique, devançant de quelques mois Joyce Bamford-Addo au Ghana,.
Elle devient ainsi la troisième personnalité de l’État, après le président de la République et le président du Sénat. Dans cette chambre qu'elle préside, 56,3% des députés sont des femmes. En 2013, lors de la législature suivante, 63,75% des députés constituant la nouvelle assemblée sont des femmes. Rose Mukantabana y est remplacée, comme présidente de l'Assemblée, par une autre parlementaire, Donatille Mukabalisa.